# Аліман
Аліман (рум. Aliman) — село у повіті Констанца в Румунії. Адміністративний центр комуни Аліман.
Село розташоване на відстані 142 км на схід від Бухареста, 62 км на захід від Констанци, 138 км на південь від Галаца.

## Населення
За даними перепису населення 2002 року у селі проживали 783 особи, усі — румуни. Усі жителі села рідною мовою назвали румунську.